# Саранське
Саранське (рос. Саранское) — селище Полєського району, Калінінградської області Росії. Входить до складу Саранського сільського поселення.
Населення — 988 осіб (2015 рік).

## Населення
| 1939 | 2002 | 2010 | 2012  | 2013  |
| ---- | ---- | ---- | ----- | ----- |
| 824  | ↗854 | ↗988 | ↗1043 | ↗1055 |

## Пам'ятки
- Замок Лаукен